# Latència d'interrrupció
En computació, la latència d'interrupció és el temps que transcorre des de la generació d'una interrupció fins al tractament/servei d'aquesta. Pot estar afectada pel disseny del microprocessador, els controladors d'interrupció, l'emmascarament d'interrupció i pels mètodes de tractament d'interrupcions propis del sistema operatiu.
Per a molts sistemes operatius, els dispositius són servits just després que s'executi el tractament de la interrupció.

## Consideracions bàsiques
Normalment, existeix un intercanvi entre la latència d'interrupció, l'ús del processador i el rendiment. Moltes de les tècniques del processador i del disseny del sistema operatiu que milloren la latència d'interrupció empitjoren el rendiment i l'ús del processador. Per l'altra banda, les tècniques que milloren el rendiment augmentaran la latència d'interrupció i l'ús del processador. Per acabar, intentar reduir l'ús del processador pot augmentar la latència d'interrupció i empitjorar el rendiment.

## Determinants
- Mínima latència d'interrupció: El major determinant és el circuit controlador d'interrupció i la seva configuració. També poden afectar els canvis ràpids en el sistema, que afectaran dràsticament als planificadors a temps real del sistema.
- Màxima latència d'interrupció: El major determinant són els mètodes que utilitza el sistema operatiu per a realitzar el tractament de les interrupcions. Per exemple, existeixen programes que anul·len el tractament d'interrupcions quan l'execució arriba a un punt crític. Per tant, en aquest cas, el temps de tractament d'una interrupció sorgida en un punt crític d'una execució d'un programa, serà el temps que trigui el programa a sortir de la regió crítica més el propi temps del tractament de la interrupció, que es realitzarà just a continuació de la finalització de dita regió.

## Importància en sistemes encastats
Els sistemes encastats que, per norma general, són sistemes de temps real, requereixen un tractament especial pel que fa a la latència d'interrupció: Mentre que en un sistema comú potser no és tan important reduir dita latència, en sistemes encastats que utilitzen sistemes operatius en temps real (RTOS) és molt important, no tan sols reduir-la, sinó que compleixi els límits marcats pels requeriments del sistema i mai els excedeixi.